# Fältrovskinnbaggar
Fältrovskinnbaggar (Nabidae) är en familj i insektsordningen halvvingar. Familjen har en världsvid utbredning och finns representerade i många olika slags habitat. Man kan hitta dem på marken, såväl som i örtskiktet eller busk- och trädskiktet. 
Till levnadssättet är de rovlevande. De flesta arter är inte specialiserade på någon bestämd sorts byten, utan tar de flesta andra sorters mindre insekter med ett hudskelett mjukt nog för att de ska kunna använda sin sugsnabel, som bladlöss och olika larver. Några arter har dock ett mer begränsat födourval. Då det bland de byten fältrovskinnbaggar kan livnära sig på finns flera exempel på sådana som ofta betraktas som skadedjur på grödor inom jordbruket så kan fältrovskinnbaggarna betraktas nyttodjur eftersom de hjälper till att hålla skadedjurens bestånd nere. 
Utseendemässigt är flertalet arter fältrovskinnbaggar medelstora halvvingar, från omkring 4 eller 5 millimeter och upp mot 10 till 12 millimeter. Flertalet arter har en förhållandevis slank kroppsbyggnad med korta vingar och framben anpassade för att hålla byten. Färgteckningen är ofta brunaktig eller gulbrunaktig, men det finns också arter med annan färgteckning, till exempel mer svart- och rödaktig.
I Sverige finns 13 arter fältrovskinnbaggar.